# Swiss Open Gstaad 1973
Lo Swiss Open Gstaad 1973 è stato un torneo di tennis giocato sulla terra rossa. È la 59ª edizione dell'Swiss Open, che fa parte del Commercial Union Assurance Grand Prix 1973. Si è giocato a Gstaad in Svizzera, dal 9 al 15 luglio 1973.

## Campioni

### Singolare
Ilie Năstase ha battuto in finale  Roy Emerson con il punteggio di 6–4, 6–3, 6–3

### Doppio
- il torneo di doppio non si è potuto completare a causa delle cattive condizioni atmosferiche[1]